# Gubbio
Gubbio är en stad och kommun i provinsen Perugia, i regionen Umbrien i Italien. Kommunen hade 31 547 invånare (2018). Kommunen är mycket stor till ytan – den är Umbriens största kommun och Italiens sjunde största kommun till ytan.
Staden är känd under sitt antika namn Iguvium. Gubbio har en teater, ett tempel, ett mausoleum och ett kastell bevarat från romersk tid. Här finns även rikligt med medeltida arkitektur, varibland märks domen från 1200-talet och andra kyrkor, samt Palazzo dei Consoli, uppfört omkring 1340, där bland annat de "eugubinska tavlorna" förvaras, sju antika koppartavlor med språkhistoriskt märkliga inskrifter. Gubbio är även känd för sin majolikatillverkning. Varje år den 15 maj firas stadshelgonet vid festivalen Corsa dei Ceri.
Kommunen gränsar till kommunerna Cagli, Cantiano, Costacciaro, Fossato di Vico, Gualdo Tadino, Perugia, Pietralunga, Scheggia e Pascelupo, Sigillo, Umbertide och Valfabbrica.

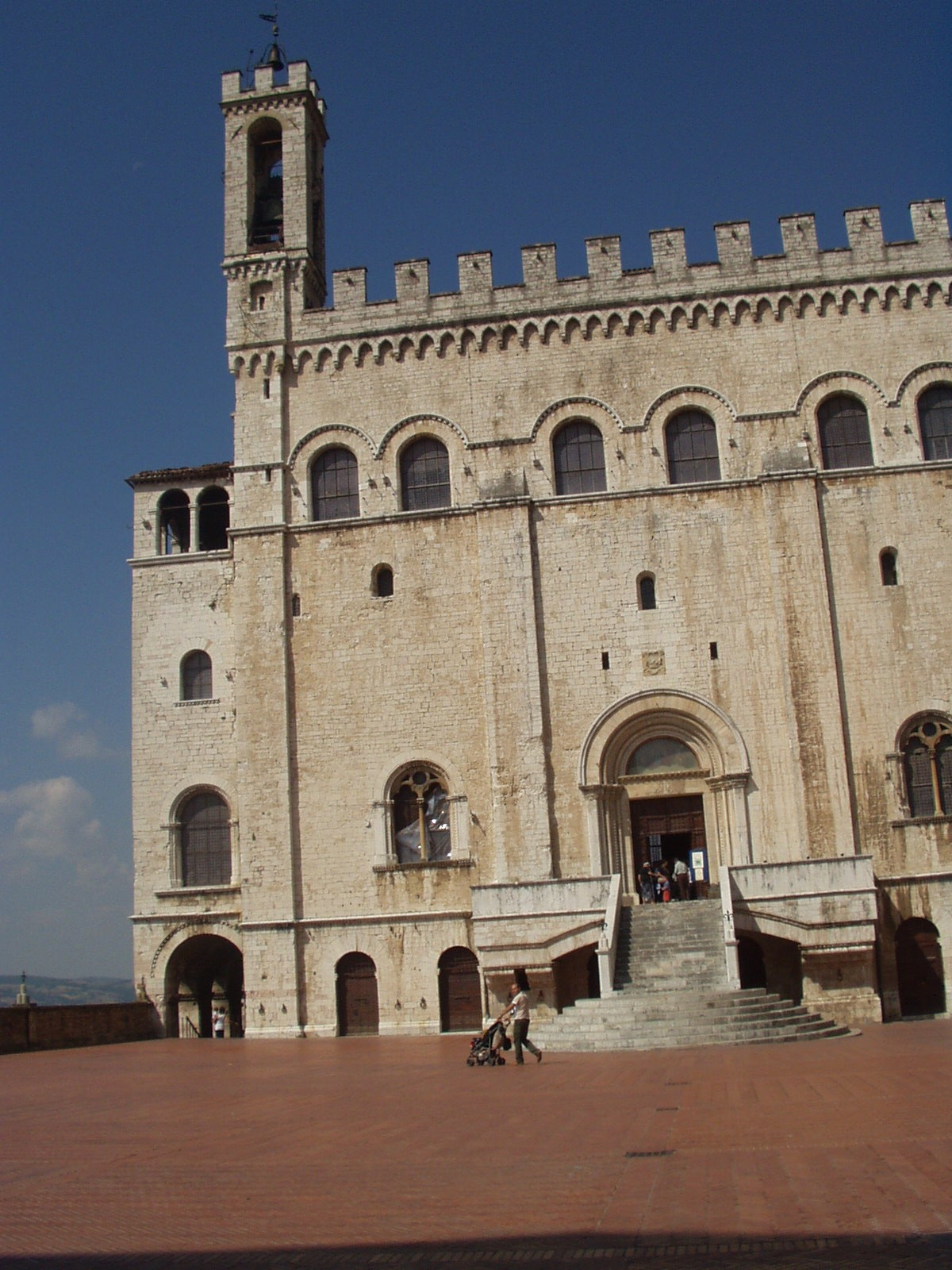
Palazzo dei Consoli

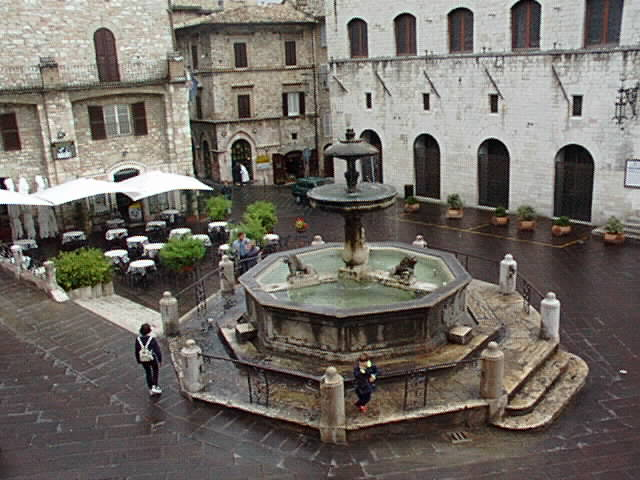
Brunnen i Gubbio